# Deiregyne
Deiregyne ist eine Gattung aus der Familie der Orchideen (Orchidaceae). Sie enthält 24 Arten, die in Mittelamerika beheimatet sind.

## Beschreibung
Die Arten der Gattung Deiregyne sind terrestrisch wachsende, kleine, ausdauernde, krautige Pflanzen. Die Wurzeln entspringen büschelweise an der Basis des Sprosses, sie sind fleischig, knollenförmig verdickt, kahl oder behaart. Die Blätter stehen in einer Rosette dicht beieinander, seltener sind sie im unteren Bereich des Sprosses verteilt. Die Blattform ist oval bis lanzettlich, der Blattgrund geht keilförmig ohne Stiel in eine den Stängel umfassende Scheide über. Zur Blütezeit, die in die Trockenzeit fällt, sind die Blätter schon verwelkt.
Der endständige, aufrechte Blütenstand ist wenig- bis vielblütig, die Blüten sind bei manchen Arten einseitswendig angeordnet. Der Blütenstandsstiel ist behaart und von Hochblättern umhüllt. Diese sind röhrenförmig, enden spitz und sind durchscheinend mit dunkleren, braunen Adern. Die Tragblätter sehen ähnlich aus. Die resupinierten Blüten sind weiß, gelb oder hellgrün, die Basis der Lippe ist oft anders gefärbt und dunkler gezeichnet. Viele Arten produzieren tagsüber Duft. Der Fruchtknoten ist zylindrisch bis spindelförmig, behaart, manchmal verdreht. Er weist nach oben, in spitzem Winkel zur Blütenstandsachse; der Übergang zur Blütenhülle ist gebogen, so dass die Blüten etwa waagrecht stehen. Die Sepalen sind einander ungefähr gleich geformt, die Außenseiten sind behaart. Die Ränder der drei äußeren Blütenblätter liegen zumindest an der Basis aneinander und formen eine Röhre, die Spitzen sind zurückgeschlagen. Die seitlichen Sepalen laufen an ihrer Basis asymmetrisch an der Verlängerung der Säule (Säulenfuß) herab und bilden mit diesem ein hervortretendes Nektarium. Das dorsale Sepal ist an der Basis mit der Säule verwachsen. Die Petalen haften am dorsalen Sepal an. Die Lippe ist dreigeteilt: an der Basis ist sie abrupt verschmälert, dort sitzen zwei Nektardrüsen, die Außenseite ist behaart, die Seiten hochgeschlagen. Der Mittelteil ist breiter, die Seiten der sind rinnig hochgeschlagen und haften an der Säule. Der vordere Teil ist ebenfalls breit, die Spitze ist herabgebogen. Die Säule ist bogenförmig oder gerade, an der Basis ragt sie über die Ansatzstelle am Fruchtknoten hinaus (Säulenfuß). Die ovale bis halbkreisförmige Narbe ist zweilappig. Das Trenngewebe zwischen Narbe und Staubblatt (Rostellum) ist weich, länglich, dreieckig geformt, stumpf bis etwas zugespitzt, mit drei spitzen Zähnchen endend. Das Staubblatt ist oval, mit dickem Stiel, der komplett mit dem Klinandrium verwachsen ist. Die Pollinien sind schmal-keulenförmig und hängen an einer kleinen, runden bis zungenförmigen Klebscheibe (Viscidium).
Als Bestäuber werden Hummeln (Bombus) vermutet.

## Vorkommen
Deiregyne ist in Mexiko, Costa Rica, El Salvador, Nicaragua, Guatemala und Honduras verbreitet. Sie kommen in Höhenlagen von 1000 bis 3200 Meter vor. Die Standorte sind Eichen und Kiefern-Eichen-Wälder, tropische Trockenwälder, trockene Gebüsche und Grasland.

## Systematik und botanische Geschichte
Deiregyne wird innerhalb der Tribus Cranichideae in die Subtribus Spiranthinae eingeordnet. Die Gattung wurde von Rudolf Schlechter 1920 in Beihefte zum Botanischen Centralblatt Abt. 2, Band 37, Teil 2, Seite 426 beschrieben, die Typusart, Deiregyne diaphana, wurde von Leslie Garay festgelegt. Burns-Balogh schlug eine andere Typusart vor, da sich Garays Festlegung ihrer Meinung nach nicht mit der ursprünglichen Beschreibung von Schlechter deckte. Garays Aulosepalum hemichrea diente ihr als Typusart für die Gattung Deiregyne. In der Folge wurden von ihr fast alle Arten der Gattung Aulosepalum als Deiregyne beschrieben. Andere Botaniker argumentieren, Schlechters schwammige Beschreibungen passten auf sehr viele verwandte Orchideen und könnten nicht als Grundlage dienen, deshalb seien Garays Typusarten und Zuordnungen als gültig anzusehen.
Nah verwandt mit Deiregyne sind die Gattungen Dichromanthus, Mesadenus und Schiedeella.
Der Name Deiregyne setzt sich aus den griechischen Wörtern deire, „Genick“ und gyne, „Frau“, zusammen. Er bezieht sich auf die Biegung an der Spitze des Fruchtknotens.
Die Mehrzahl aller Arten kommen nur in Mexiko vor; einige wenige auch in anderen Ländern Mittelamerikas. Hier die Arten der Gattung Deiregyne:
- Deiregyne alinae Szlach.: Mexiko
- Deiregyne callifera Salazar & Hern.-Cardona: Mexiko
- Deiregyne chartacea (L.O.Williams) Garay: Zentrales und südwestliches Mexiko
- Deiregyne cochleata Szlach., R.González & Rutk.: Mexiko
- Deiregyne densiflora (C.Schweinf.) Salazar & Soto Arenas: Mexiko
- Deiregyne diaphana (Lindl.) Garay: Mexiko
- Deiregyne eriophora (B.L.Rob. & Greenm.) Garay: Sie kommt in  Mexiko und in Guatemala vor.[2]
- Deiregyne falcata (L.O.Williams) Garay: Sie kommt in Mexiko und in Honduras vor.[2]
- Deiregyne flavoferruginea (Szlach.) J.M.H.Shaw: Mexiko
- Deiregyne hagsateri (Szlach.) J.M.H.Shaw: Mexiko
- Deiregyne hio (Szlach.) J.M.H.Shaw: Mexiko
- Deiregyne nonantzin (R.González ex McVaugh) Catling: Mexiko
- Deiregyne obtecta (C.Schweinf.) Garay: Sie kommt nur in Guatemala vor.[2]
- Deiregyne pallens (Szlach.) Espejo & López-Ferr.: Mexiko
- Deiregyne pseudopyramidalis (L.O.Williams) Garay: Mexiko
- Deiregyne pterygodium Szlach.: Mexiko
- Deiregyne ramirezii R.González: Mexiko
- Deiregyne rhombilabia Garay: Mexiko
- Deiregyne sheviakiana (Szlach.) Espejo & López-Ferr.: Mexiko
- Deiregyne tamayoi Szlach.: Mexiko
- Deiregyne tenorioi Soto Arenas & Salazar: Mexiko
- Deiregyne thelyrnitra (Rchb.f.) Schltr.: Sie kommt nur in Guatemala vor.[2]
- Deiregyne velata (B.L.Rob. & Fernald) Garay: Mexiko
- Deiregyne velutina (Szlach.) J.M.H.Shaw: Südwestliches Mexiko

## Belege
Die Informationen dieses Artikels stammen überwiegend aus:
- Leslie A. Garay: A generic revision of the Spiranthinae. In: Botanical Museum Leaflets of Harvard University. Band 28, Nr. 4, 1982, S. 311–312.
- Alec M. Pridgeon, Phillip Cribb, Mark W. Chase, Finn Rasmussen (Hrsg.): Genera Orchidacearum. Orchidoideae (Part 2). Vanilloideae. Band 3/2. Oxford University Press, New York und Oxford 2003, ISBN 0-19-850711-9, S. 193–196.

## Weiterführendes
- Liste der Orchideengattungen